# Polarització el·líptica
En electrodinàmica, la polarització el·líptica és la polarització de la radiació electromagnètica de manera que la punta del vector del camp elèctric descriu una el·lipse en qualsevol pla fix que es talli, i normal a, la direcció de propagació. Una ona polaritzada el·lípticament es pot resoldre en dues ones polaritzades linealment en quadratura de fase, amb els seus plans de polarització en angle recte entre si. Com que el camp elèctric pot girar en sentit horari o antihorari a mesura que es propaga, les ones polaritzades el·lípticament presenten quiralitat.

La polarització circular i la polarització lineal es poden considerar casos especials de polarització el·líptica. Aquesta terminologia va ser introduïda per Augustin-Jean Fresnel el 1822, abans que es conegués la naturalesa electromagnètica de les ones de llum.

## Descripció matemàtica
La solució clàssica d'ona plana sinusoïdal de l'equació d'ona electromagnètica per als camps elèctric i magnètic és (unitats gaussianes)
{\displaystyle \mathbf {E} (\mathbf {r} ,t)=\left|\mathbf {E} \right|\mathrm {Re} \left\{|\psi \rangle \exp \left[i\left(kz-\omega t\right)\right]\right\}}
{\displaystyle \mathbf {B} (\mathbf {r} ,t)={\hat {\mathbf {z} }}\times \mathbf {E} (\mathbf {r} ,t)}
per al camp magnètic, on k és el nombre d'ona,
{\displaystyle \omega =ck}
és la freqüència angular de l'ona que es propaga en la direcció +z, i {\displaystyle c} és la velocitat de la llum.
Aquí {\displaystyle |\mathbf {E} |} és l'amplitud del camp i
{\displaystyle |\psi \rangle \ {\stackrel {\mathrm {def} }{=}}\ {\begin{pmatrix}\psi _{x}\\\psi _{y}\end{pmatrix}}={\begin{pmatrix}\cos \theta \exp \left(i\alpha _{x}\right)\\\sin \theta \exp \left(i\alpha _{y}\right)\end{pmatrix}}}
és el vector de Jones normalitzat. Aquesta és la representació més completa de la radiació electromagnètica polaritzada i correspon en general a la polarització el·líptica.

## El·lipse de polarització
En un punt fix de l'espai (o per a z fix), el vector elèctric {\displaystyle \mathbf {E} } traça una el·lipse en el pla xy. Els semieixos major i semimenor de l'el·lipse tenen longituds A i B, respectivament, que estan donades per
{\displaystyle A=|\mathbf {E} |{\sqrt {\frac {1+{\sqrt {1-\sin ^{2}(2\theta )\sin ^{2}\beta }}}{2}}}}
i
{\displaystyle B=|\mathbf {E} |{\sqrt {\frac {1-{\sqrt {1-\sin ^{2}(2\theta )\sin ^{2}\beta }}}{2}}}}
on {\displaystyle \beta =\alpha _{y}-\alpha _{x}} amb les fases {\displaystyle \alpha _{x}} i {\displaystyle \alpha _{y}}. L'orientació de l'el·lipse ve donada per l'angle {\displaystyle \phi } el semieix major fa amb l'eix x. Aquest angle es pot calcular a partir de
{\displaystyle \tan 2\phi =\tan 2\theta \cos \beta }
Si {\displaystyle \beta =0}, l'ona està polaritzada linealment. L'el·lipse s'enfonsa en una línia recta {\displaystyle (A=|\mathbf {E} |,B=0}) orientat en angle {\displaystyle \phi =\theta }. Aquest és el cas de la superposició de dos moviments harmònics simples (en fase), un en la direcció x amb una amplitud {\displaystyle |\mathbf {E} |\cos \theta }, i l'altre en la direcció y amb una amplitud {\displaystyle |\mathbf {E} |\sin \theta }. Quan {\displaystyle \beta } augmenta des de zero, és a dir, assumeix valors positius, la línia evoluciona cap a una el·lipse que s'està traçant en sentit contrari a les agulles del rellotge (mirant en la direcció de l'ona que es propaga); això correspon llavors a la polarització el·líptica esquerrana ; el semieix major està ara orientat en angle {\displaystyle \phi \neq \theta }. De la mateixa manera, si {\displaystyle \beta } es torna negativa a partir de zero, la línia evoluciona cap a una el·lipse que s'està traçant en el sentit de les agulles del rellotge; això correspon a la polarització el·líptica de la mà dreta.
Si {\displaystyle \beta =\pm \pi /2} i {\displaystyle \theta =\pi /4}, {\displaystyle A=B=|\mathbf {E} |/{\sqrt {2}}}, és a dir, l'ona està polaritzada circularment. Quan {\displaystyle \beta =\pi /2}, l'ona està polaritzada circularment a l'esquerra, i quan {\displaystyle \beta =-\pi /2}, l'ona està polaritzada circularment a la dreta.